# Onthophagus binodis
Espèce
Onthophagus binodis (synonyme : Onthophagus columella Fahraeus, 1857) est une espèce de coléoptères bousiers.